# Altes Rathaus (Rommelshausen)

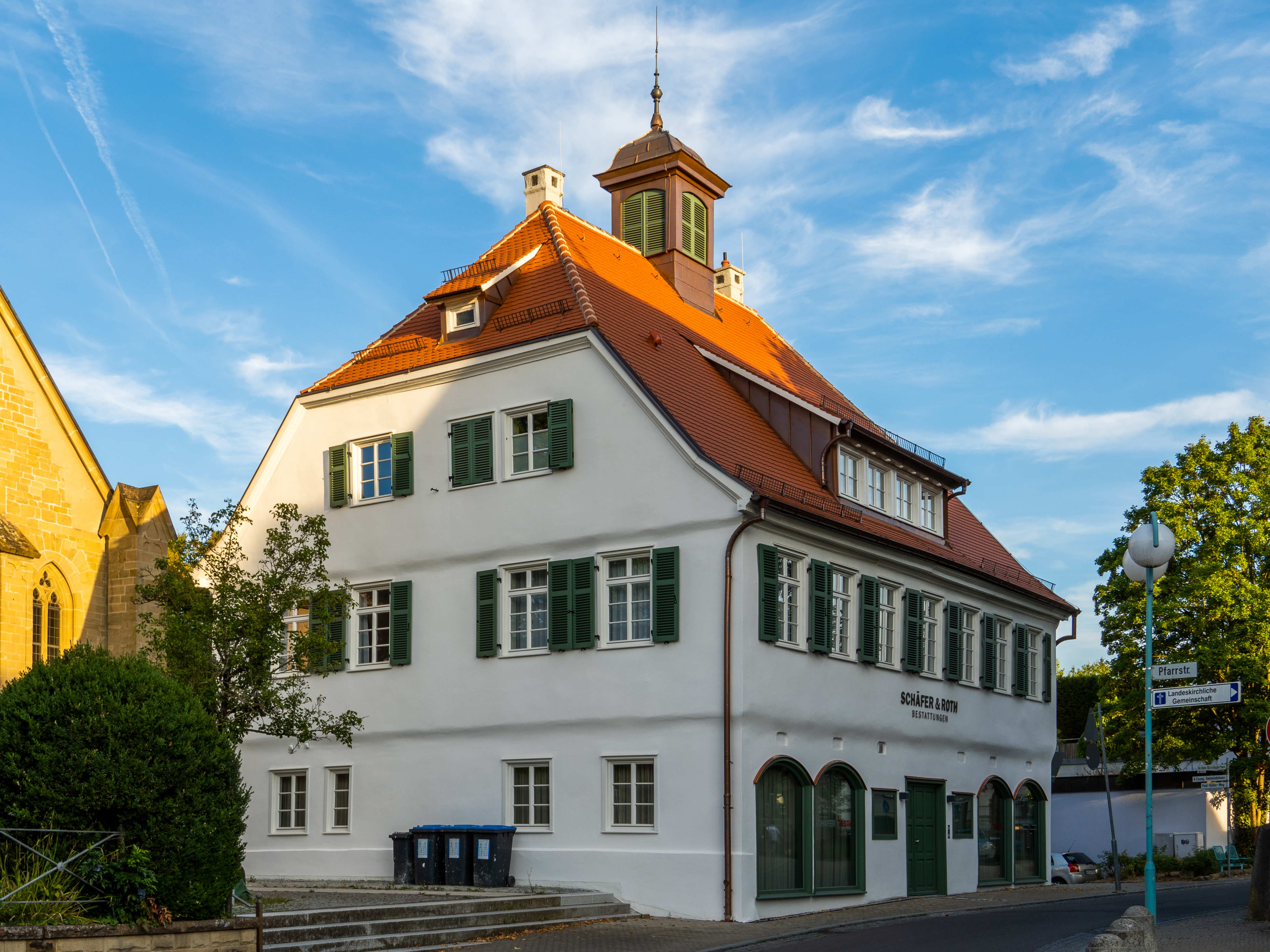
Altes Rathaus in Rommelshausen (2022)

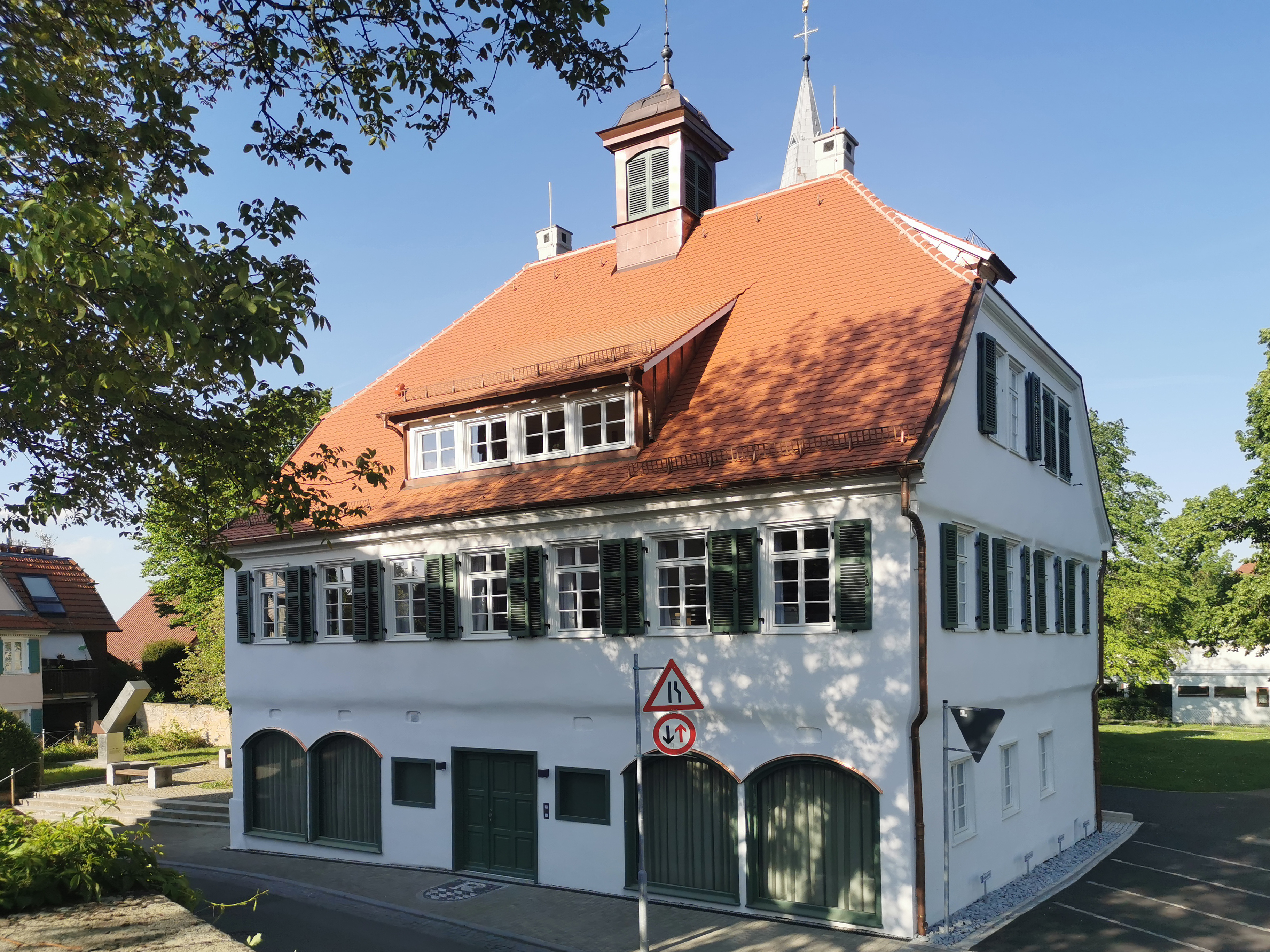
Altes Rathaus von vorne

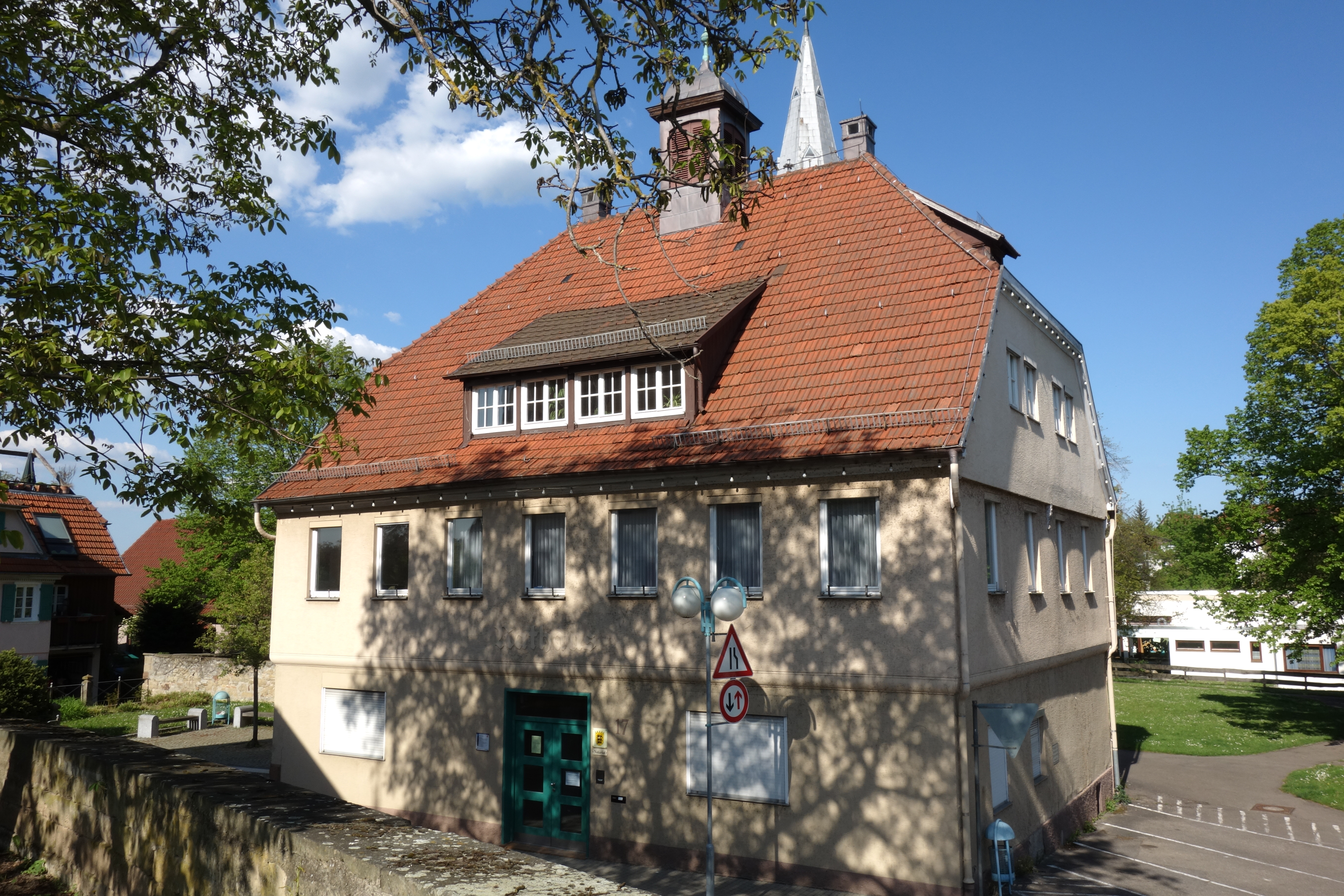
Altes Rathaus vor der Sanierung (2016)

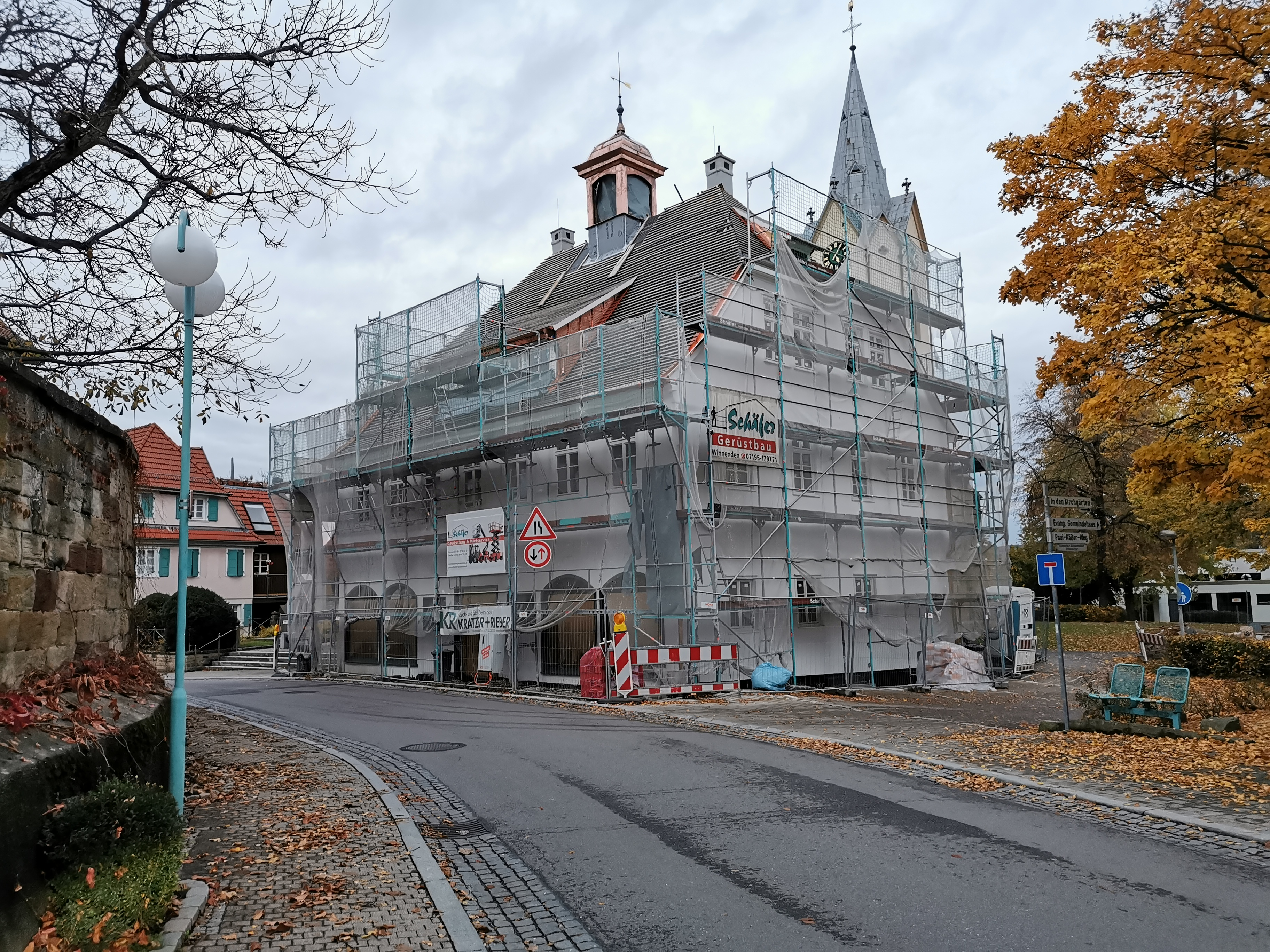
Sanierungsarbeiten (2021)

Das alte Rathaus ist ein Kulturdenkmal in der Hauptstraße 17 in Rommelshausen.

## Lage
Das ehemalige Rathaus befindet sich in der direkten Umgebung der Mauritiuskirche und des Alten Pfarrhofes im Zentrum von Rommelshausen.

## Geschichte
Das Gebäude wurde 1777 von Johann Adam Groß, dem württembergischen Landoberbauinspektor erbaut.
Zeitweise wurde es als Feuerwehr, zuletzt als Notariat genutzt.
Von 2020 bis 2022 wurde das Gebäude kernsaniert. Dabei wurde das Fachwerk an der Außenfassade teilweise wieder sichtbar gemacht. Die vier Torbögen zur Straße hin wurden wieder freigelegt.

## Gebäude
Im alten Rathaus befindet sich heute noch die frühere Arrestzelle. Des Weiteren befindet sich im ehemaligen Ratssaal eine historisch bedeutende Wandverkleidung.